# 글리제 673
글리제 673은 뱀주인자리에 있는 K형 주계열성으로 태양에서 약 25.2 광년 떨어져 있다. 이 별의 분광형은 K5에서 K7 사이로 추측하고 있다. 이 정도 분광형의 별들은 보통 질량이 태양의 60~70퍼센트이다.(백조자리 61의 구성원과 비슷한 질량이다)
태양과 비교적 가까운 거리에 있음에도 불구하고 이 별의 밝기는 맨눈으로 보기에는 너무 어둡다. 고유 운동은 큰 편이며 자전 속도가 느리다.